# Achille Menotti
Achille Menotti (Spezzano di Modena, 10 luglio 1817 – Torino, 29 giugno 1878) è stato un politico italiano.

## Biografia
Figlio di Ciro, si arruolò nell'esercito piemontese in occasione della Prima guerra d'indipendenza italiana. Fu il fondatore e il direttore, nel biennio 1853-1854, del giornale genovese "La Stampa". 
Fu eletto deputato nel Collegio di Sassuolo per la VII legislatura del Regno di Sardegna, e successivamente Deputato del Regno d'Italia nella VIII legislatura del Regno d'Italia per il Collegio  di Carpi.